# Gheorghe Pavel Bălan
Gheorghe Pavel Bălan (n. 4 august 1947, Grădinari, Caraș-Severin, România) este un politician român care a fost deputat în legislatura 1990-1992 pe listele FSN,  deputat în legislatura 2000-2004 pe listele PDSR și senator în legislatura 2008-2012, ales în județul Caraș-Severin pe listele PSD. În legislatura 1990-1992, Gheorghe Pavel Bălan a demisionat pe data de 14 aprilie 1992 și a fost înlocuit de deputatul Petru Goga. În legislatura 2000-2004, Gheorghe Pavel Bălan a demisionat pe data de 17 ianuarie 2001 și a fost înlocuit de deputatul Ion Mocioalcă. 